# 계피산
계피산(桂皮酸) 또는 신남산(영어: cinnamic acid)은 C6H5CHCHCO2H라는 화학식을 갖는 유기 화합물이다. 약간의 수용성인 백색의 결정성 화합물이다. 불포화 카복실산으로 분류되고, 많은 식물에 존재한다. 많은 유기 용제에 자유롭게 녹을 수 있다. 트랜스 이성질체가 더 많이 존재하지만, 시스 이성질체도 존재한다.

## 발생과 생산

### 자연 발생
계피의 기름이나, 때죽나무와 같은 발삼 나무에서 얻는다. 시어버터에서도 발견된다. 계피산은 꿀 같은 냄새를 갖는다; 계피산과 계피산의 더 휘발성인 에틸 에스터(계피산에틸)는 연관된 신남알데하이드가 주요 구성 성분인 계피의 정유의 향기 성분이다.

### 생산
최초의 계피산의 합성은 아세트산 무수물과 벤즈알데하이드의 염기 촉매 액화를 일으키는 퍼킨 반응을 수반한다.
라이너 루드비히 클라이젠(1851-1930)은 벤즈알데하이드와 에스터의 반응에 의한 계피산에스테르의 합성을 설명했다. 이 반응은 클라이젠 축합으로 알려져 있다. 이것은 또한 계피알데하이드와 염화벤잘로부터 조제될 수 있다.

## 용도
계피산은 향기 합성 인디고, 특정 의약품에 사용된다. 주 용도는 향수 산업을 위한 메틸, 에틸, 벤질에스테르의 제조이다. 계피산은 페닐알라닌으로의 효소 촉매 아미노화를 매개로 한 감미료 아스파탐의 전구체이다.
계피산은 또한 발아를 막는 진균 포자에 의해 생산되는 자가 억제제의 일종이다.